# مافیا
مافیا از مجموعه‌هایی که به عنوان خانواده شناخته می‌شوند، تشکیل می‌گردد. هر خانواده یک روستا، یک شهر، یا یک منطقه را رهبری می‌کند. مافیا در جرائمی چون
رشوه‌خواری، کلاهبرداری در قمار، پول‌شویی، قتل قراردادی، قاچاق موادمخدر و تجارت روسپی‌گری به صورت سازمان‌یافته درگیر است.
مافیا به‌طور خاص برای اشاره به شبکه خانواده‌های تبهکار با پس‌زمینه ایتالیایی آمریکایی به خصوص سیسیلی، استفاده می‌شود. همچنین می‌توان از کلمه مافیا به‌طور عام برای اشاره به انواع خانواده‌ها و باندهای تبهکاری فارغ از ملیت ایتالیایی و زمینه فعالیت خاص استفاده کرد.

## ساختار

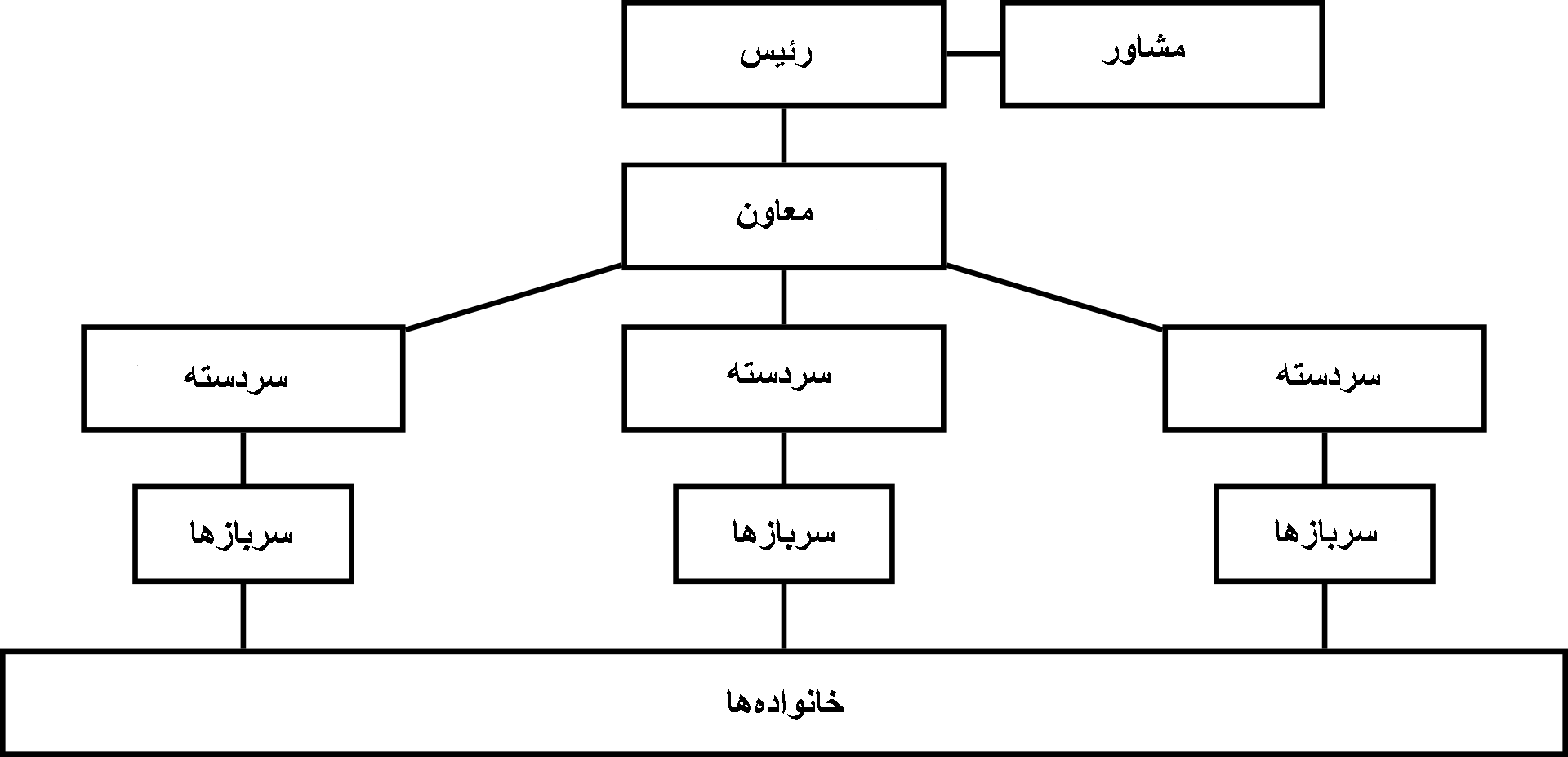
ساختار خانوادهٔ مافیا

ساختار این خانواده‌ها مانند یک درخت می‌باشد و معمولاً توسط فردی که «پدرخوانده» نامیده می‌شود، هدایت می‌شود. در کنار رئیس معمولاً یک مشاور هم وجود دارد که درگرفتن تصمیمات به رئیس کمک می‌کند. در پایین مقام رئیس، معاون او قرار دارد. معاون رئیس در مرتبهٔ دوم از لحاظ فرماندهی قرار می‌گیرد، اگر چه میزان قدرتی که او در اختیار دارد، نسبت به رئیس کم‌تر است.
پایین‌تر از معاون رئیس، چندین سردسته یا کاپو وجود دارد. هر کاپو محدوده‌ای از قلمرو خانواده را در اختیار دارد. کاپوها باید بسیار قدرتمند باشند تا قدرت خانواده حفظ شود. هر کاپو تعداد زیادی سرباز را برای انجام عملیات‌های مختلف رهبری می‌کند. بعد از کاپو ممکن است گروه‌بان‌ها باشند، که سرپرست ۱۳ سرباز می‌گردند. در نهایت سربازها پایین‌ترین جایگاه را در درون خانواده دارند و معمولاً کارهای جنایی و خطرناک را برای خانواده
انجام می‌دهند. مانند: قتل افراد مورد هدف، زورگیری و دزدی.

## نام
تئوری‌های زیادی در مورد معنی نام مافیا مطرح است. صفت سیسیلی «مافیوسو» که احتمالاً از ریشه لغت «ماهیاس» عربی گرفته شده است که به معنای «مبارزه پرخاشگرانه» است. حکمرانی ۱۰۷ ساله اعراب از سال ۹۶۵ تا ۱۰۷۲ بر جزیره سیسیل تحت عنوان امارت سیسیل می‌تواند از دلایل ریشه عربی کلمه مافیا باشد. همچنین کلمات دیگر عربی مثل «معفی» به معنای معاف از مجازات و «مرفوض» به معنای ردشده به عنوان ریشه‌های عربی کلمه مافیا پیشنهاد شده است.
بعضی از مردم ایتالیا اعتقاد دارند که کلمه مافیا از اختصار جمله «مرگ بر فرانسه درود بر ایتالیا» در زبان ایتالیایی گرفته شده است. نام رایج مافیا بین اعضای آن، «کوزا نوسترا» است، که به معنای «چیز ما» یا «کار ما» می‌باشد.

## اولین مافیاها
اولین مافیاها در قرون وسطی شکل گرفت که چند صد سال قبل از مافیای آمریکا و کوزا نوسترا و مافیاهای دیگر بود. این مافیاها تقریباً در دوره حکومت سلجوقیان شکل گرفته بود. در سال ۱۹۳۱ خانواده‌های مافیایی در آمریکا قدرت گرفته و یک سندیکای قوی توسط لاکی لوچیانو به وجود آمد. این ساختار با گذشت ۹۰ سال هنوز فعالیت می‌کند.

## مافیاهای معاصر

### مافیای سیسیلی
نخستین سازمان بزهکاری که نقش اجتماعی وسیاسی اثرگذاری یافت که آن را به قد و قامت مافیا درآورد، کارش را در سیسیل آغاز کرد؛ بنابراین مافیای سیسیلی را می‌توان الگوی سازمان‌های بزهکاری که در سراسر جهان شکل گرفته‌اند دانست؛ که هرکدامشان بعدها ویژگی‌های خاص خودشان را پیدا کردند. اشراف سیسیلی با همدستی نهادهای سیاسی ضعیف ناکارآمد از بزه کاران برای مدیریت منازعه‌هایشان استفاده می‌کردند.
زمین داران سیسیلی موفق‌ترین بزهکاری را که در منطقه‌شان فعالیت می‌کرد؛ مافیا می‌نامیدند و او را به صاحبان قدرت سیاسی معرفی می‌کردند. به این ترتیب بزهکاران با سیستم سیاسی یکی می‌شدند. گرچه انگشت گذاشتن روی زمان دقیق آغاز کار مافیای سیسیل ممکن نیست، اما می‌دانیم که وقتی سیسیل زیر سلطه اسپانیا بود، جرایم سازمان یافته در این منطقه قدرت سیاسی و قدرت اجتماعی تعریف‌کنندهٔ مافیا را داشتند.
مافیا یکباره با اتحاد ایتالیا در ۱۸۶۱ پدیدار نشد. برعکس، مافیا همیشه بخشی از تاریخ سیسیل بوده است. این سیستم که مدت‌ها پیش از رواج نام مافیا وجود داشته است در فرایندی تکاملی و تاریخی که قرن‌ها جریان داشت، شکل گرفت. ازهمان قرن سیزدهم اشراف سیسیلی گروه‌های راهزنی را به کار می‌گرفتند، از آن‌ها حمایت می‌کردند و گاهی آن‌ها را رهبری می‌کردند، تا جایی که راهزنی سیاسی واقعیتی روزمره‌ای بود.

### مافیای آمریکایی
اوج قدرت گرفتن گروه‌های تبهکاری در ایالات متحده آمریکا در زمان تصویب قانون منع فروش مشروبات الکلی در سال ۱۹۲۰ اتفاق افتاد. به گفته بسیاری از سیاستمداران آمریکا این بزرگ‌ترین اشتباه دولت آن زمان آمریکا بود. تبهکاران که در آن زمان، برای تصویب این قانون لحظه شماری می‌کردند و بعد از به تصویب رسیدن این قانون به سرعت وارد عمل شدند و با توجه به گستردگی مرزهای ایالات متحده، قاچاق و حمل و نقل غیرقانونی مشروبات الکلی از کانادا و سایر کشورهای همسایه ایالات متحده، به صورت گسترده و غیرقابل مهار آغاز شد. با اجرای این قانون گروه‌های تبهکاری به سرعت رشد کرده و ثروت و قدرتی را در شرق ایالات متحده به‌دست آورند.
در شهر نیویورک که بیشتر این معاملات قاچاق انجام می‌گرفت، دو گنگستر به نام‌های سالواتوره مارانزانو (رهبر خانواده بونانو) و جو ماسیرا (رهبر خانواده گنووسه و رهبر تمام رهبرها در آن سال‌ها) اوضاع را به‌دست گرفتند و بر سر منافع خود با یکدیگر وارد جنگ‌های خونینی بین سال‌های ۱۹۲۱ تا ۱۹۳۱ شدند. بزرگ‌ترین این جنگ‌ها که جنگ (کاستلاماره) نام داشت باعث کشته و مفقود شدن بیش از دویست نفر در نیویورک و نیوجرسی شد. ریزش گسترده بزرگان مافیا که در جنگ خونین کاستلاماره در خانواده‌های مافیایی اتفاق افتاد زمینه را برای قدرت گرفتن بزرگ‌ترین مرد مافیا تا آن زمان را هموار ساخت. مردی با نام چارلز لوچیانو ملقب به خوش شانس. لوچیانو با حمایت از دن سالواتوره وارد جنگ کاستلاماره شد و مارانزانو توانست با کمک لوچیانو، ماسیرا را از گردونه قدرت خارج کند. جنگ خونین کاستلاماره در پایان با پیروزی مارانزانو خاتمه یافت (سال ۱۹۳۱) و مارانزانو در جلسه‌ای به عنوان «رهبر تمام رهبرها» انتخاب شد. قدرت مارانزانو و گروه وی در آن سال‌ها(۱۹۲۹–۱۹۳۱)آن چنان افزایش یافت که گروه مارانزانو در میان تبهکاران نیویورک با لقب امپراطوری روم شناخته می‌شد.
لوچیانو در ابتدا با از بین بردن ماسیرا وفا داری خود را در ظاهر به مارانزانو ثابت نمود ولی بعد از مدتی (چهار ماه) مارانزانو در دفترش به قتل رسید و چهل نفر از هواداران مارانزانو در یک شب کشته یا مفقود شدند. لوچیانو که در قتل مارانزانو دخالت داشت در سال ۱۹۳۱ بر صندلی ریاست مافیای ایالات متحده آمریکا تکیه زد. بعد از این حوادث لوچیانو در کمیسیونی که خود آن را پایه‌ریزی کرد، به عنوان رهبر مافیا انتخاب شد. چارلز لوچیانو با کمک دوستانی باهوش و قدرتمند مانند فرانک کاستلو، ویتو گنووسه، آلبرت آناستازیا، کارلو گامبینو، میر لانسکی و باگزی سیگل یهودی، مافیای آمریکا را وارد مرحله جدیدی از ثروت و قدرت کرد و در سال ۱۹۳۲ سندیکای ملی جنایت کاران را به وجود آورد (شامل رهبران پنج خانواده). او پایه پنج خانواده مافیایی نیویورک را مستحکم کرد و با تشکیل کمیسیون، خود در راس این سندیکا، ریاست و رهبری را بر عهده گرفت. لوچیانو در سال ۱۹۳۶ به زندان افتاد ولی چند سال بعد به دلیل کمک به ارتش آمریکا در ورود به سیسیل ایتالیا در جنگ جهانی دوم و سرکوب ژنرال موسلینی از زندان آزاد شد.
بعد از لوچیانو، فرانک کاستلو رهبری مافیای آمریکا را در دست گرفت. کاستلو جانشین و مشاور لوچیانو در گذشته بود.
پس از کاستلو، به ترتیب ویتو گنووسه، جوزف بونانو و کارلو گامبینو رهبری مافیای آمریکا (رهبری کل) را بر عهده داشتند. خانواده‌های مافیایی آمریکا هنوز هم با همان کیفیت ولی با ساختاری متفاوت حفظ شده‌اند.
نیوارلینزلویزیانا نخستین خانه مافیا درآمریکا بود. شهری که فقط چند سال پس از پایان جنگ داخلی آمریکا، به دلایل رقابت دو سازمان بزه کار جامعه جوان مهاجران سیسیلی برای سیطره بر فعالیت‌های زیرزمینی، گرفتار خشونت‌های گروهی شد. نیو ارلیز بندری شلوغ و جهانی در نزدیکی دهانه رود میسی سیپی بود. مهاجران جویای کار می‌توانستند در باراندازهای شهر کار پیدا کنند. درمزرعه‌های شکر و پنبه و کشتزارهای سبزیجات منطقه هم می‌شد فرصت‌هایی برای کسب درآمدهای محدود یافت. 

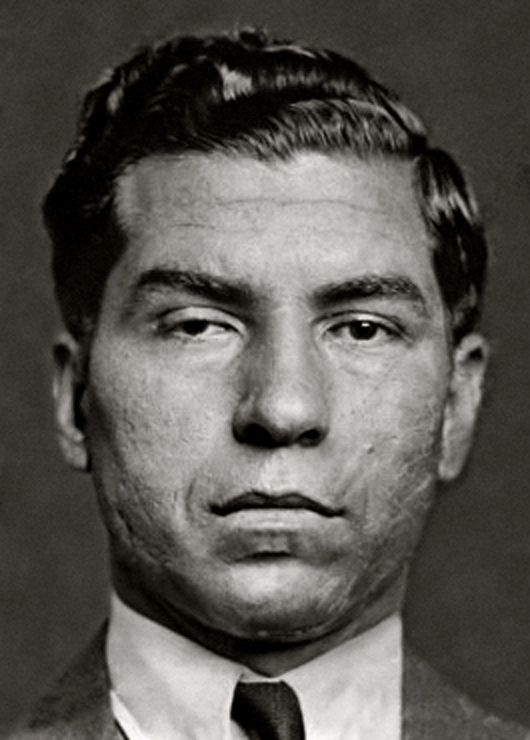
لوچینانوی خوش شانس، رئیس و بنیان‌گذار سازمان مافیای آمریکا

## استیکری

### مافیا مخوف استیکر
رئیس:
این نوع مافیا بسیار ترسناک و وحشتناک هستند و هرکسی را مورد آزار و اذیت خود قرار می‌دهند.

### ده فرمان مافیا
ده فرمان که توسط خانواده‌های مافیایی رعایت می‌شوند عبارتند از:
1. هیچ‌کس نمی‌تواند خود را مستقیماً به ما یا دوستان ما معرفی کند، این کار را همیشه باید شخص ثالث انجام دهد (کسی که هر دو طرف را بشناسد).[۱۴]
2. به زنِ دوستتان نگاه (طمع) نکنید.
3. با پلیس دیده نشوید.
4. زیاد به بارها و کلوپ‌ها نروید.
5. همواره در دسترس بودن یک وظیفه است، حتی اگر همسرتان در حال وضع حمل است.
6. به قرارهای ملاقات احترام بگذارید.
7. با همسرتان همواره با احترام برخورد کنید.
8. وقتی از سوی مافیا سؤالی پرسیده می‌شود، حتماً حقیقت را بگویید.
9. ثروت اگر متعلق به خانواده دیگریست به آن چشم ندوزید.
10. این افراد نمی‌توانند عضو کوزا نوسترا شوند: کلیه کسانی که خویشاوندی نزدیک در تشکیلات پلیس دارند، کلیه کسانی که خویشاوندی خائن در خانواده دارند، کلیه کسانی که بدرفتاری می‌کنند و به ارزش‌های اخلاقی پای‌بند نیستند.

## مافیا و سیاست
دولت‌های درگیر در موضوع مافیا مانند دولت‌های ایتالیا و آمریکا همواره به‌طور رسمی مافیا را محکوم کرده‌اند. پلیس ایتالیا و اف‌بی‌آی تحقیقات و یورش‌های منظمی به مافیا داشته‌اند. اما گاهی گزارش‌هایی در مورد ارتباطات مخفی بین دولت‌ها و این گروه منتشر می‌گردد. از جمله این موارد می‌توان به نفوذ مافیا در دولت‌های خارج از آمریکا و ایتالیا و پرداخت رشوه به سیاستمداران نیویورکی اشاره داشت.

### ترور جان اف کندی
برخی از تئوری‌های توطئه مطرح می‌کند، ترور جان اف کندی رئیس‌جمهور سابق ایالات متحده آمریکا توسط کارلوس مارچلو سردسته مافیا و عضو مافیای سیسیل برنامه‌ریزی شده بود. چون برادر کندی در زمانی که در سمت دادستان کل آمریکا فعالیت می‌کرد به مبارزه علیه مافیا می‌پرداخته و سعی داشته آن را ازبین ببرد. با این حال این گمانه‌زنی‌ها توسط محققان رد شده است و معتقدند لی هاروی اسوالد به تنهایی قاتل جان اف کندی بوده و مافیا در این واقعه نقشی نداشته است.

## مافیا در فرهنگ عامه
مافیا در فرهنگ عامه و وسایل ارتباطات جمعی به‌طور گسترده حضور داشته است. از جمله نکات مثبت این حضور در فرهنگ عامه، آگاهی بیشتر عمومی و از نکات منفی آن، دامن‌زدن به نگرش‌های کلیشه‌ای پیرامون ایتالیایی‌ها بوده است.

### سینما
موضوع مافیا در بسیاری از کشورها به عنوان چالشی جدی همواره مطرح بوده است تا جایی که این موضوع به سینما نیز کشیده شده است. تاریخ اولین فیلم‌های مافیایی به دوران بد اقتصادی دهه ۱۹۳۰ میلادی و عصر ممنوعیت الکل در ایالات متحده آمریکا بازمی‌گردد، که با فیلم‌هایی چون سزار کوچک، دشمن مردم و صورت زخمی آغاز شد. مهم‌ترین نقطه بازتاب مافیا در سینما، به فیلم پدرخوانده بازمی‌گردد. این فیلم تأثیر زیادی بر برداشت عمومی از مافیا داشت.
بازیگران و کارگردانان با پس‌زمینه ایتالیایی آمریکایی و در تماس نزدیک با مافیا در ساخت فیلم‌های مختلف با این موضوع تأثیر زیادی داشته‌اند، که از میان افرادی چون مارلون براندو، مارتین اسکورسیزی، فرانسیس فورد کوپولا، آل پاچینو و رابرت دنیرو را می‌توان مثال زد. برخی دیگر از بازیگران فیلم و سریال با موضوع مافیا، خود اعضای سابق این گروه‌ها بوده‌اند؛ از این میان می‌توان چاز پالمینتری، مایکل اسکویشیرانی، جیانی روسو، آلکس روکو، تونی سیریکو و جرج رأفت را مثال زد.

### رادیو و تلویزیون
ابتدا رادیوهای آمریکایی و بعد شبکه‌های خبری تلویزیونی به‌طور وسیعی به پوشش اخبار مافیا پرداخته‌اند. این پوشش گسترده برخوردهای سنگین با اعضای این گروه‌ها و افراد مرتبط با آن‌ها را جدا از وجود مدرک، توجیه می‌کرد. موضوع مافیا کمابیش در سریال‌های مختلف تلویزیونی حضور داشت، اما نقطه اوج فرهنگی آن در سریال سوپرانوز بوده است. این سریال ساخته شبکه اچ‌بی‌او از سال ۱۹۹۹ تا ۲۰۰۷ پخش می‌شد. سوپرانوز در فهرست «صد برنامه تلویزیونی برتر تاریخ» از نگاه مجله رولینگ استونز و «پنجاه سریال تلویزیونی تمام زمان‌ها» از نگاه گاردین، قرار گرفته است. این سریال همچنین موفق به ۱۱۲ نامزدی برای جوایز امی و دریافت ۲۱ جایزه آن شده است.

## سران مافیا
در میان مافیای آمریکایی، بنیان‌گذاران و سران پنج خانواده بیشتر از همه مطرح هستند، که از این میان به توان به، آل کاپون، کارلو گامبینو، جان گوتی، چارلز لاکی لوچیانو، سالواتوره مارانزانو، متیو مادونا، دن ویتو گنووسه دوچ شولتز و فرانک کاستلو اشاره کرد. در میان مافیای خارج از آمریکا نیز از نام افرادی چون برناردو پرونزانو، ماتئو مسینا دنارو، سالواتوره لو پیکولو، سالواتوره رینا و مارکو دی لائورو را یاد می‌شود.
در صورت نگاه به مافیا به معنای عام آن و فارغ از پس‌زمینه ایتالیایی آمریکایی، می‌توان به افرادی همچون سمیون موگیلویچ، پابلو اسکوبار، هیسایوکی ماشی، داوود ابراهیم، ال چاپو و ژی کای پینگ اشاره کرد. این افراد خانواده‌های تبهکار و باندهای تبهکاری را مدیریت می‌کنند که با نام مافیا در کنار نام ملیت آن‌ها شناخته می‌شود.

## مافیاها برپایه مناطق
- مافیای آذربایجانی
- مافیای روسی
- مافیای آمریکایی
- مافیای سیسیل

## واژگان
1. ↑  Boss
2. ↑  Consigliere
3. ↑  Underboss
4. ↑  Capo
5. ↑  lieutenant
6. ↑  Soldier
7. ↑  Mafioso
8. ↑  Morte Alla Francia Italia Anelia
9. ↑  Cosa Nostra